# Microsatélite
En genética molecular, los microsatélites  (SSR o STR por sus acrónimos en inglés para simple sequence repeat y short tandem repeat) son secuencias de ADN en las que un fragmento (cuyo tamaño va desde dos hasta seis pares de bases) se repite de manera consecutiva. La variación en el número de repeticiones, y no la secuencia repetida, crea diferentes alelos.
Generalmente se encuentran en zonas no codificantes del ADN. Son neutros, co-dominantes y poseen una alta tasa de mutación, lo que los hace muy polimórficos. Son utilizados como marcadores moleculares en una gran variedad de aplicaciones en el campo de la genética, como pueden ser parentescos y estudios de poblaciones, pruebas de paternidad o incluso identificación de criminales. Esto se debe a su capacidad para generar una huella genética personal o perfil genético a partir de una simple muestra de sangre, sudor, saliva o incluso pelos.
Cabe destacar que, para cada uno de los STRs que podemos encontrar en el genoma, se establecen en la población frecuencias en el número de repeticiones, es decir, que para cada STR existe un determinado rango en el número de repeticiones "normal" dentro de la población (por ejemplo, entre 10 y 13 repeticiones para un STR concreto), mientras que hay otros números de repeticiones que se establecen con menos frecuencia en ese marcador. 

## Constitución
Un microsatélite esta típicamente conformado por un motivo repetitivo, en el cual se encuentra contenido la secuencia repetida, y dos regiones flanqueantes, las cuales se encuentran a ambos lados del motivo repetitivo. Sin embargo, hay casos en los que puede haber dos motivos repetitivos o más dentro de un microsatélite. Para que un microsatélite sea considerado útil como marcador molecular, toda la variación de la secuencia o polimorfismo debe hallarse dentro del motivo repetitivo, mientras que las regiones flanqueantes deben estar altamente conservadas, al punto de no presentar ninguna variación de secuencia.
Para poder diferenciar dos microsatélites que se diferencien sólo en su número de repeticiones, necesitamos hacer una PCR. Para ello, se diseñan primers o iniciadores (también llamados cebadores), que son pequeños fragmentos de ADN complementarios a las regiones flanquentes, y que permiten amplificar (o producir un alto número de copias) nuestro microsatélite.
Los fragmentos así producidos son separados de acuerdo a su longitud en pares de bases a través de una electroforesis en gel de agarosa. Partiendo de la hipótesis de que en un microsatélite sólo varía el número de repeticiones dentro del motivo repetitivo, podemos saber cuántas repeticiones tiene nuestro microsatélite por el tamaño que alcanza la banda. Una vez hecha la electroforesis, podemos comparar unos microsatélites con otros, siempre y cuando sean alelos de un mismo motivo repetitivo.
Estos alelos se heredarían de manera codominante, es decir, que en cada locus un individuo podría presentar uno o más alelos, dependiendo del número de juegos de cromosomas que posea. Por ejemplo, los humanos somos diploides, es decir, poseemos dos juegos completos de cromosomas y por lo tanto para un locus de un microsatélite, podemos presentar un alelo (si ambos progenitores nos transmitieron alelos de la misma secuencia y tamaño) o dos alelos (si cada progenitor nos heredó un alelo de tamaño diferente).
Se ha probado que los microsatélites son versátiles marcadores moleculares, particularmente para los análisis poblacionales, pero no por ello se encuentran ausentes de limitaciones. Los microsatélites desarrollados para unas especies particulares pueden con frecuencia ser aplicadas a especies emparentadas, pero el porcentaje de loci que se amplifican satisfactoriamente puede disminuir cuando aumenta la distancia genética. Es por ello que los microsatélites son herramientas cruciales en la genética de la conservación, ya que permiten analizar la diversidad genética, identificar poblaciones aisladas, y estudiar patrones de flujo génico entre especies.
Otras de sus limitaciones, mucho más prosaicas, se deben a contaminación de las muestras, que puede dar lugar a falsos perfiles, sustancias que sean inhibitorias de la reacción de PCR y que no nos permitan conocer el perfil genético del material encontrado, la degradación del ADN, que se produce espontáneamente por las condiciones del medio y las enzimas de otros organismos y que puede dar lugar a perfiles parciales, distintos artefactos que alteren la lectura de los resultados, así como alelos nuevos no caracterizados con anterioridad y que precisan ser incorporados a las bases de datos para permitir su detección en el futuro.

## Clasificación
Los microsatélites se clasifica de acuerdo al número de nucleótidos que posea el motivo de repetición como: mono, di, tri, tetra, penta o hexanucleótido.
La clasificación también incluye el patrón de orden de los motivos:
- Puro o perfecto: Un solo motivo repetido n veces en serie. ej: (AC)9
- Puro interrumpido: Un solo motivo repetido n veces, donde se intercalan nucleótidos entre las distintas repeticiones. ej: (CA)2AA(CA)12
- Compuestos: Dos o más motivos repetidos en serie. ej: (GT)2(TG)10
- Compuestos interrumpidos: Al menos uno de sus motivos presenta nucleótidos intercalados. ej: (CT)4(GT)2CTAT(GT)15
- Complejos: Combinaciones entre cualquiera de las clases anteriores, sin ningún patrón de orden definido. ej: (ACC)8+TG+(GA)12+(TTA)5+GC+(TTA)4

## Efectos biológicos de las mutaciones de microsatélites
Muchos microsatélites se encuentran en el ADN no codificante y son biológicamente silenciados. Otros se encuentran en ADN regulador o incluso codificante - mutaciones de microsatélites en tales casos puede conducir a cambios fenotípicos y enfermedades. Estudios recientes proporcionan evidencia de que los microsatélites pueden actuar como potenciadores de genes reguladores relevantes de la enfermedad.

### Efectos sobre las proteínas
En los mamíferos, 20% a 40% de proteínas contienen secuencias de repetición de aminoácidos codificados por repeticiones de secuencia corta. La mayor parte de la secuencia corta que se repite dentro de las porciones codificantes de proteínas del genoma tienen una unidad de repetición de tres nucleótidos, ya que la longitud no causará cambio del marco de lectura al mutar. Cada trinucleótidos repetir secuencia se transcribe en una serie repetitiva de los mismos aminoácidos. En levaduras, los aminoácidos repetidos más comunes son glutamina, ácido glutámico, asparagina, ácido aspártico y serina.
Las mutaciones en estos segmentos que se repiten pueden afectar a las propiedades físicas y químicas de las proteínas, con el potencial de producir cambios graduales y previsibles en la acción de la proteína. Por ejemplo, los cambios de longitud en tándem de regiones repetidas en el gen Runx2 conducen a diferencias en la longitud facial en perros domésticos (Canis familiaris), con una relación entre largas longitudes de secuencia y las caras largas. Esta asociación también se aplica a una gama más amplia de especies carnívoras. Los cambios de longitud en los tractos polialanina dentro del gen HOXA13 están vinculados consíndrome mano piel-genital, un trastorno del desarrollo en los seres humanos. Estos cambios están vinculados a más de 40 enfermedades neurológicas en los seres humanos. Los cambios evolutivos de la replicación deslizamiento también se producen en los organismos más simples. Por ejemplo, cambios en la longitud de microsatélites son comunes dentro de las proteínas de superficie de membrana en la levadura, que proporciona una rápida evolución de las propiedades de células. En concreto, los cambios de longitud en el control del gen FLO1 el nivel de adhesión a los sustratos. Las secuencias cortas que se repiten también proporcionan un rápido cambio evolutivo a las proteínas en bacterias patogénicas; esto puede permitir mantenerse al día con los cambios inmunológicos en sus anfitriones.

### Efectos sobre la regulación de genes
Los cambios en la longitud de microsatélites dentro de los promotores y otras regiones cis-regulador también pueden cambiar la expresión de genes de forma rápida, entre las generaciones. El genoma humano contiene muchas (> 16000) secuencias cortas repetidas en regiones reguladoras, que proporcionan pequeños ajustes en la expresión de muchos genes.
Los cambios en la longitud de los SSR bacterianas pueden afectar a la formación de fimbrias de Haemophilus influenzae, alterando el promotor. Los minisatélites también están relacionados con abundantes variaciones en las regiones de control de cis-regulador en el genoma humano. Y los microsatélites en regiones de control del gen del receptor de vasopresina 1a en hongos influyen en su comportamiento social, y el nivel de la monogamia.

### Efectos dentro de intrones
Los microsatélites dentro de intrones también influyen en el fenotipo, a través de medios que no se entienden actualmente. Por ejemplo, una expansión de triplete GAA en el primer intrón del gen X25 parece interferir con la transcripción, y provoca Ataxia de Friedreich. Repeticiones en tándem en el primer intrón del gen de la sintetasa de asparagina están relacionados con leucemia linfoblástica aguda. Un polimorfismo de repetición en el cuarto intrón del gen NOS3 está vinculada a la hipertensión en una población de Túnez. La reducción de longitudes de repetición en el gen EGFR están vinculados con los osteosarcomas.
Una forma arcaica de corte y empalme conservado en pez zebra se conoce el uso de secuencias microsatélites dentro de mRNA intrónica para la eliminación de intrones en ausencia de U2AF2 y otra maquinaria de empalme.

### Efectos dentro de transposones
Casi el 50% del genoma humano está contenida en diversos tipos de elementos de transposición (también llamados transposones, o "genes saltarines"), y muchos de ellos contienen ADN repetitivo. Es probable que corta secuencia se repite en esos lugares también están involucrados en la regulación de la expresión génica.

## Aplicaciones
Dado que los microsatélites están más o menos distribuidos a lo largo de todo el genoma de los eucariotas, aunque con baja frecuencia en las regiones codificantes y, quizás también en los telómeros,  y a sus particulares ventajas en cuanto a nivel de polimorfismo, bajo costo y codominancia, el uso de los microsatélites ha tenido un gran impacto en el estudio de la genética de animales,  plantas y seres humanos desde su descubrimiento en 1989. El alto nivel de polimorfismo que presenta puede ser debido a la DNA polimerasa, que cuando amplifica las regiones en las que hay repeticiones se eleva el número de fallos, provocando un aumento o disminución de la cantidad de repeticiones y por la recombinación de cromosomas homólogos, pudiendo producirse una recombinación , en otras palabras, se produce un entrecruzamiento desigual,en el que uno de los cromosomas se lleva más información que el otro.
En estudios de ligamiento, al estudiar familias que presentan una enfermedad concentrada, se han podido describir enfermedades monogénicas u oligogénicas. De esta manera se han localizado genes como BRCA1 y BRCA2 (Breast Cancer 1 y Breast Cancer 2), o el MSH2 (MutS homolog 2).

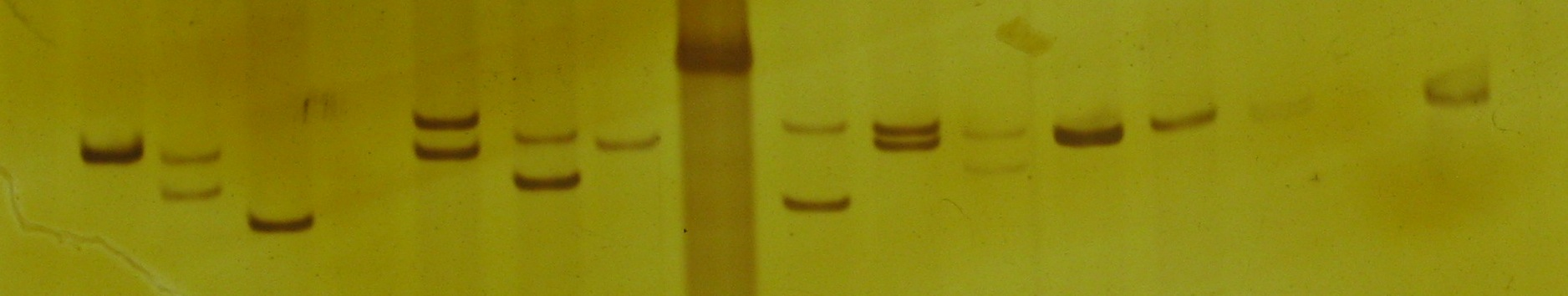
Un número de muestras de ADN de especímenes de Littorina plena amplificado mediante reacción en cadena de polimerasa con cebadores dirigidos a una repetición variable de secuencia simple (SSR, también conocido como microsatélite) locus. Las muestras se han funcionado en un gel de poliacrilamida al 5% y se visualizaron mediante tinción de plata.

### Pruebas de paternidad
El principio de las pruebas de paternidad utilizando marcadores moleculares consiste en la comparación del genotipo y/o fenotipo de la descendencia con el de sus progenitores. Como principio «mendeliano», uno de los alelos que presenta un individuo proviene del padre y el otro de la madre. En dicho análisis, al igual que la identificación individual, la identificación de l(os) testigo(s), tanto a nivel fenotípico como genotípico debe ser perfectamente conocida y concordante con la información obtenida en los análisis realizados al individuo.
El elevado polimorfismo que presentan los SSRs y la posibilidad de poder detectar ambos alelos los hace muy útiles para identificaciones individuales en humanos, ya que resulta muy poco probable que dos individuos elegidos al azar, si son analizados para una serie de marcadores, compartan todos sus alelos. Existen bastantes STRs que cumplan con las características necesarias para ser empleados con el fin de identificar a una persona, pero para la conformación de una huella genética única se emplean sólo 16, ampliables a 21. Con esta cantidad de marcadores es prácticamente imposible que dos personas tengan el mismo perfil genético.
Para seleccionar los marcadores a utilizar, estos deberían reunir las características descritas anteriormente y presentar además: alta variabilidad, herencia estable (baja tasa de mutación), elevada reproductividad y precisión, la no presencia de alelos «nulos», ser un procedimiento fácil, rápido, económico, potencialmente automatizable, que la información del genotipo pueda ser transferida rápidamente, que la fuente de ADN no esté limitada únicamente a muestras sanguíneas frescas ni a grandes cantidades de ADN y por último, presente una segregación independiente con otros marcadores al ser combinados en la prueba.
Tradicionalmente, las pruebas de paternidad se han venido realizando principalmente a través de la tipificación sanguínea, incluyendo tanto pruebas serológicas como grupos sanguíneos (hemotipados); así como, análisis electroforéticos del polimorfismo de proteínas y enzimas sanguíneas (alozimas). Actualmente, esas pruebas han sido sustituidas por el uso de microsatélites.
La combinación de estos sistemas proporciona un 97% de probabilidad de detectar o asignar un padre o una madre correctos y cerca del 100% de probabilidad para un cruzamiento entre individuos.
El desarrollo de las metodologías de análisis de DNA, y especialmente la utilización de la técnica PCR para la tipificación de microsatélites, está modificando radicalmente el campo de la identificación individual no solo en humanos sino también en animales domésticos. Es por esta razón y dado el gran número de SSRs informados para distintas especies, que la Sociedad Internacional de Genética Animal (ISAG) y la Food and Agriculture Organization (FAO) han seleccionado y estandarizado diferentes microsatélites en las distintas especies de animales domésticas (bovinos, equinos, porcinos, caninos, ovinos, caprinos) con el fin de ser empleados para estudios de identificación y para trabajos sobre diversidad genética de razas domésticas.

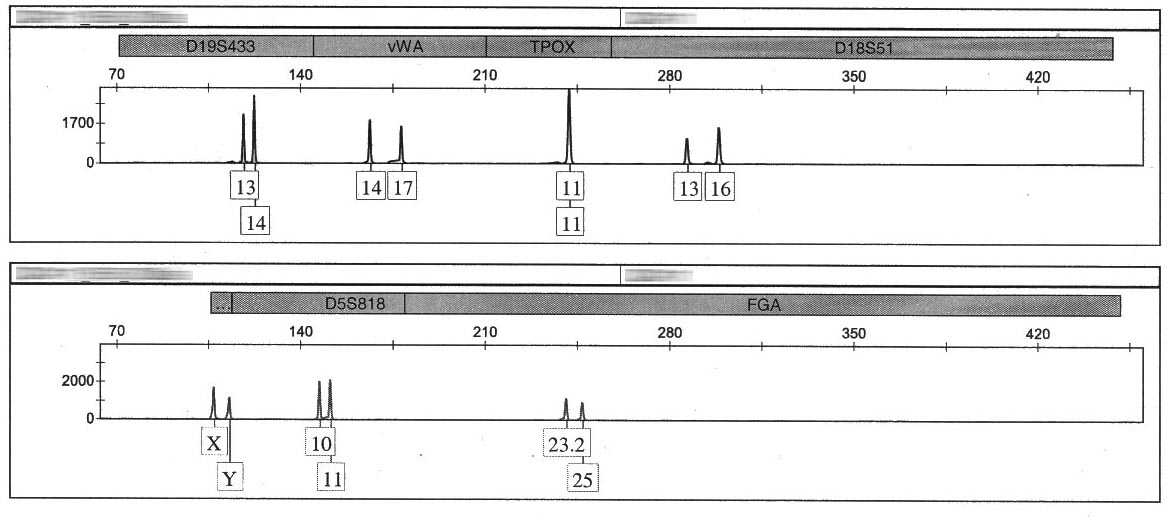
Un perfil parcial STR genético humano obtenido usando el kit identificador Applied Biosystems. Dos últimas líneas (colorantes amarillo y rojo) cuando se ve en ID GeneMapper. El eje X representa la longitud de los fragmentos de STR, el eje Y es la intensidad de la señal.

### Cartografía genética
Otra aplicación, de los microsatélites es la construcción de mapas de ligamiento más completos y detallados; así como la identificación de genes de interés (QTL´s).
Todos los marcadores pueden ser utilizados para realizar mapas de ligamiento; sin embargo, se requiere, que los alelos se segreguen independientemente y que además puedan ser monitoreados a través del pedigrí. La descendencia puede ser informativa si los progenitores son doble heterocigotos en los loci analizados. Los loci situados en cromosomas distintos podrían recombinarse libremente durante la gametogénesis parental hasta un 50% (segregación independiente); mientras que, si se encuentran en el mismo cromosoma recombinarían con una frecuencia que oscila entre 0 a 50% dependiendo de la distancia en centimorgans (cM) presente entre ellos.  Así, un mapa genético bien surtido de marcadores se convierte en una herramienta muy útil para identificar genes responsables de caracteres de interés. Se trata de buscar asociación entre varios alelos, en cualquiera de los marcadores, segregando en poblaciones que presentan el carácter de interés, para identificar regiones del genoma donde es más probable que se encuentre el gen responsable de ese carácter.

### Criminalística
Además de las anteriores aplicaciones que presentan, los STRs también pueden emplearse en investigación forense, ya que con muy poca cantidad de ADN se puede obtener un perfil genético adecuado. Esto permite la identificación de muestras que se encuentren en lugares del crimen, además de la generación de una base de datos con los perfiles genéticos de los delincuentes que han sido fichados por la policía.
A la hora de comparar dos perfiles genéticos, es importante tener en cuenta cuál sería la probabilidad de que el perfil genético encontrado en la escena del crimen provenga de una persona aleatoria de la población. Esto es especialmente importante en el caso de que cuentes con perfiles genéticos parciales, es decir, que no contengan el mínimo de 16 STRs legislados para los seres humanos. Si tenemos un sospechoso que queremos comparar con el ADN de la escena del crimen, debemos estar seguros que las muestras coinciden. La probabilidad de que los 16 STRs de una muestra coincidan con las de otra es de 1x10^-18, lo cual nos da una idea de lo fiable que es este método de identificación. 
En el caso de que el perfil genético de nuestro sospechoso y el encontrado en la escena del crimen no concuerden sin la necesidad de hacer ninguna clase de análisis estadístico podremos afirmar que el sospechoso no es culpable, puesto que la posibilidad de un falso negativo es prácticamente imposible. Por su parte, si ambos coinciden, si que deberemos llevar a cabo un análisis estadístico, el cual nos dará como resultado una probabilidad, siendo la misma el número de veces que es más probable que nuestro sospechoso sea el culpable que de cualquier otra persona lo sea. 
La legislación acerca del almacenaje y del trato de esta información varía de unos países a otros, encontrándonos casos en los que esa información permanece en los archivos de la policía de forma indeterminada u otros en los que se elimina al cabo de cierto tiempo o cuando la persona se ha probado inocente. También son variables los motivos por los que entra esta información en estas bases de datos, pudiendo añadirse en el momento en el que se considera sospechosa a una persona o esperar a la resolución del juicio para determinar su entrada o no.